# ジェニファー・マークス
ジェニファー・マークス（Jennifer Markes、1964-　）はアメリカ合衆国の画家。
ジェニファー・マークスは、1964年にロサンゼルスに生まれ幼少の頃から絵を書き始める。若い頃から世界各国を旅して回り見聞を広める。その旅行中に訪れたバハマで絵を教える職に就き、その後の彼女の芸術活動に影響を与えるシルク・ペインティング技法に出会う。ニューハンプシャー大学芸術学部を卒業後、1986年頃からアメリカ本国を中心に作品を発表し、日本においても1990年に初個展を開催し、以降頻繁に来日しては個展を開催し好評を博している。
彼女の作品は南国カリブの人々や風景をテーマにしたものが多く、その作風はシルク・ペインティング技法独特の透明感をベースに情熱的な原色から柔らかいパステルカラーの色使いにより独自な色彩美を生み出している。